# Fountains-apátság
A Fountains-apátság romos ciszterci apátság Észak-Yorkshire-ban, Angliában. A környező Studley Királyi Parkkal együtt 1986 óta a világörökség részét képezi. A román stílusú építészet emléke.
Az 1132-ben alapított kolostor 1539-ig működött, amikor VIII. Henrik elrendelte a szerzetesrendek feloszlatását. Az apátságot és a hozzá tartozó birtokot 1540-ben a kincstár Sir Richard Gresham londoni kereskedőnek adta el. Az ő fia volt Sir Thomas Gresham, a királyi tőzsde alapítója. 
Az eredeti kolostorépületek a rend fennállásának későbbi időszakában lényeges változtatásokon mentek át, így eltérnek a szigorúan vett ciszterci típustól. A templom a Skell folyótól nem messze északra található, az apátság épületei pedig lentebb helyezkednek el. A kolostor délre található, a háromszárnyú gyűlésteremmel és kalefaktóriummal, a refektóriummal és a konyhával.

## Története
1132-ben 13 yorki bencés szerzetes megelégelte a kolostor laza szabályait, ezért otthagyták a rendet, és Skelldale-ben csatlakoztak a ciszterciekhez. Ők kezdték el az építkezést adományokból Clairvaux-i Szent Bernát (a citeaux-i rendfőnök) segítségével. Az apátságban élő szerzetesek lemondtak a lakosságot sújtó adókról, és földművelésből, sajtgyártásból, ló- és juhtenyésztésből, gyapjúkereskedésből tartották fenn magukat. A Fountains-apátság az imádság és a munka (Ora et labora) harmóniájának szimbólumává vált.

## Épületek

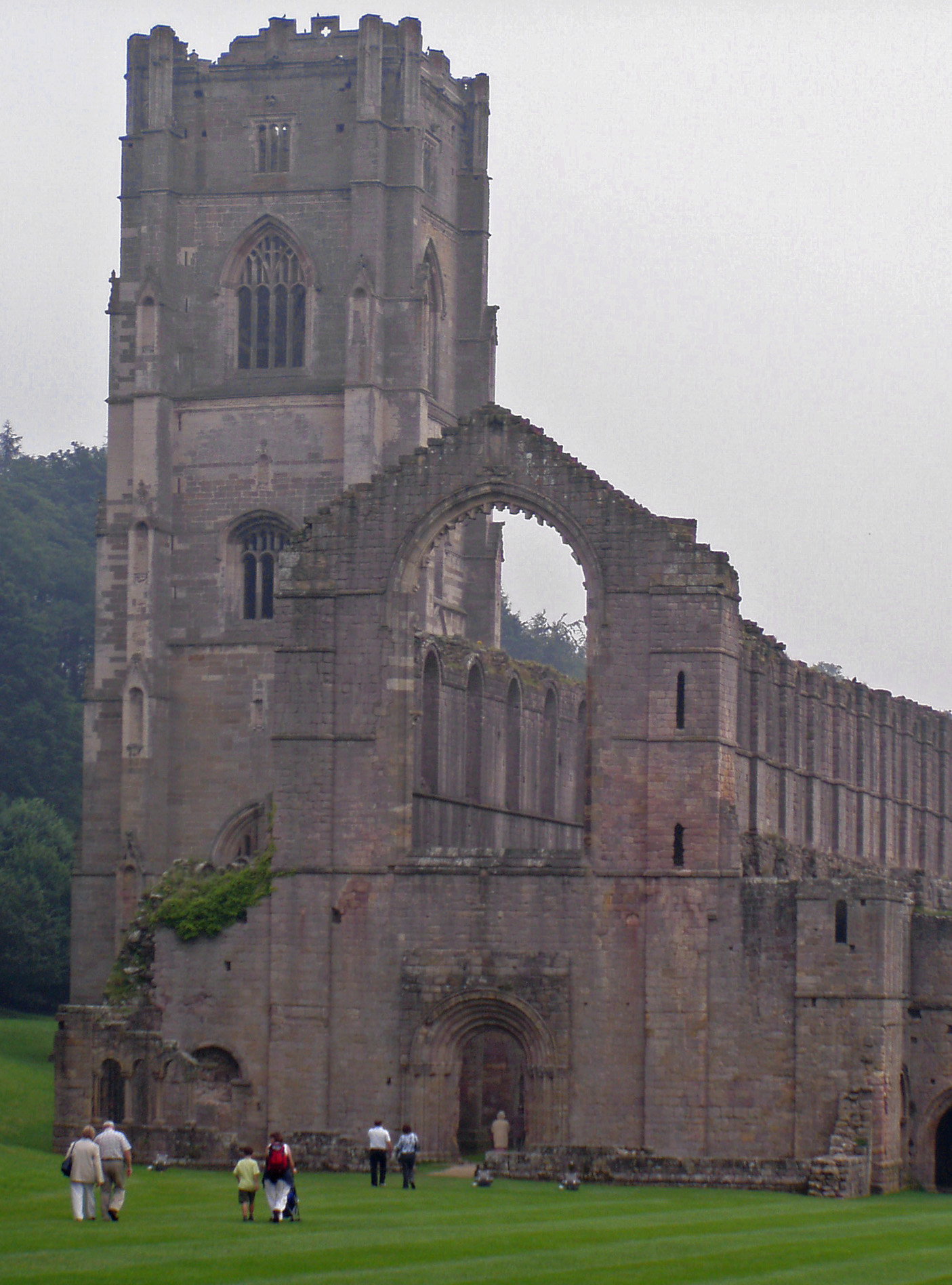
Fountains

Az apátság szerkezeti és formai megoldásai az angol–normann és a ciszterci építészeti stílus elemeit ötvözik. A 110 méter hosszú templom hosszúháza három, keresztháza egyhajós. A 13. században keleti oldalán kilenc oltárt magába foglaló csúcsíves boltozatú kápolnát alakítottak ki. A kolostorépületek a déli oldalhoz csatlakozó kerengő körül kaptak helyet. Az innen megközelíthető helyiségek: a refektórium, a cellárium és a kápolnaterem tágasak és nagyszabásúak, a nyugati oldalon lévő 90 méter hosszú tér a folyó fölött is átívelt. A romokon még ma is szembetűnőek a ciszterci építészet vezérelvei: a szigorú vonalvezetés, az arányos szerkezet és a puritán belső terek, amelyek az elmélyülés elősegítését szolgálták.